# Neo Geo
Neo Geo é uma família de hardware utilizada para placas de fliperama, consoles e videogames portáteis criada, desenvolvida e fabricada pela empresa SNK. No mercado de 1990 a 2004, a marca originou-se com a liberação de um sistema arcade, o Neo Geo MVS e sua contraparte de console doméstico, o Neo Geo AES. Tanto o sistema arcade quanto o console foram poderosos para o tempo e o AES permite a compatibilidade perfeita dos jogos lançados para o MVS. No entanto, o ponto de preço elevado tanto para o console AES quanto para os seus jogos impediu-o de competir diretamente com seus contemporâneos, Sega Genesis, Super NES e TurboGrafx-16. No entanto, o arcade MVS tornou-se muito bem sucedido em lojas no Japão e na América do Norte.
Anos depois, a SNK lançou o Neo-Geo CD, um console mais econômico com jogos lançados em discos compactos. O console recebeu um sucesso limitado, em parte devido ao seu lento CD-ROM. Na tentativa de competir com jogos 3D cada vez mais populares, a SNK lançou o sistema de arcade Hyper Neo Geo 64 em 1997 como o sucessor do MVS em envelhecimento. O sistema não correu bem e apenas alguns jogos foram lançados para isso. Um console de casa planejado com base no hardware nunca foi lançado. A SNK ampliou a marca ao lançar dois consoles de mão, o Neo Geo Pocket e mais tarde o Neo Geo Pocket Color, que brevemente competiram com o Game Boy da Nintendo. Logo  após a sua liberação, a SNK encontrou vários problemas legais e financeiros - no entanto, o Neo Geo MVS e AES original continuaram a receber novos jogos sob nova propriedade até serem oficialmente descontinuados em 2004, terminando a marca.
Independentemente da falha no hardware Neo Geo posterior, os jogos para MVS e AES originais foram bem recebidos. O sistema gerou várias séries de longa duração e aclamadas pela crítica, principalmente lutadores 2D, incluindo Fatal Fury, Art of Fighting, Samurai Shodown e The King of Fighters, além de jogos populares em outro gêneros, como a série Metal Slug e Baseball Stars. Em dezembro de 2012, a SNK Playmore lançou um console de mão baseado no AES original, o Neo Geo X. A partir de março de 1997, o Neo Geo vendeu 980 mil unidades em todo o mundo. O Neo Geo Pocket Color também foi louvado por múltiplas inovações e uma biblioteca muito substancial, apesar da sua curta vida. 
Em 2018 a fabricante anunciou oficialmente o Neo Geo mini, console portátil com 40 jogos na memória, incluindo títulos das séries Metal Slug e The King of Fighters, lançado também para celebrar 40 anos da empresa. O console foi lançado dia 24 de Julho com o preço sugerido no Japão de 11,500 ienes.

## Consoles de mesa

### Neo Geo (system)

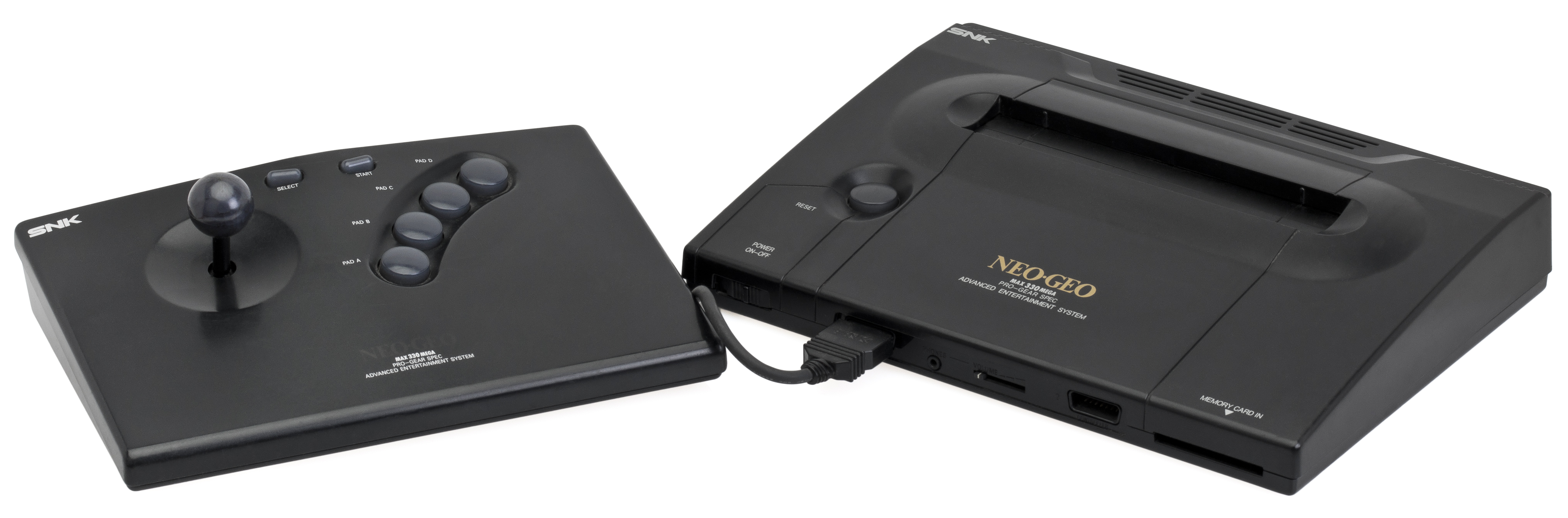
Console Neo Geo AES.

Os dois primeiros produtos da SNK usando o nome Neo Geo são um sistema arcade chamado Neo Geo Multi Video System (MVS) e um console complementar chamado Advanced Entertainment System (AES), ambos lançados em 1990. O MVS oferece aos operadores árcade a capacidade de colocar até seis jogos de arcade diferentes em um único gabinete, uma consideração econômica chave para operadores como espaço limitado. Ele vem em muitos gabinetes diferentes, mas basicamente consiste em um add on board que pode ser vinculado a um sistema JAMMA padrão.
O Advanced Entertainment System (AES) é o primeiro console de videogame na família. O hardware possui gráficos 2D comparativamente coloridos. O hardware foi projetado em parte por Alpha Denshi (ADK posterior).
Inicialmente, o sistema doméstico só estava disponível para aluguel para estabelecimentos comerciais, como cadeias hoteleiras, bares e restaurantes e outros locais. Então, houve um feedback grande por parte dos clientes, que indicava que alguns jogadores estavam dispostos a comprar o console de US$ 650. Sendo assim, a SNK expandiu as vendas e o marketing para o mercado de console doméstico. O console Neo Geo foi lançado oficialmente em 31 de janeiro de 1990 em Osaka, Japão. O AES é idêntico ao sistema arcade, o MVS, então os jogos arcade lançados para o mercado doméstico são conversões quase idênticas, apenas portabilizadas para o AES.

### Neo Geo CD

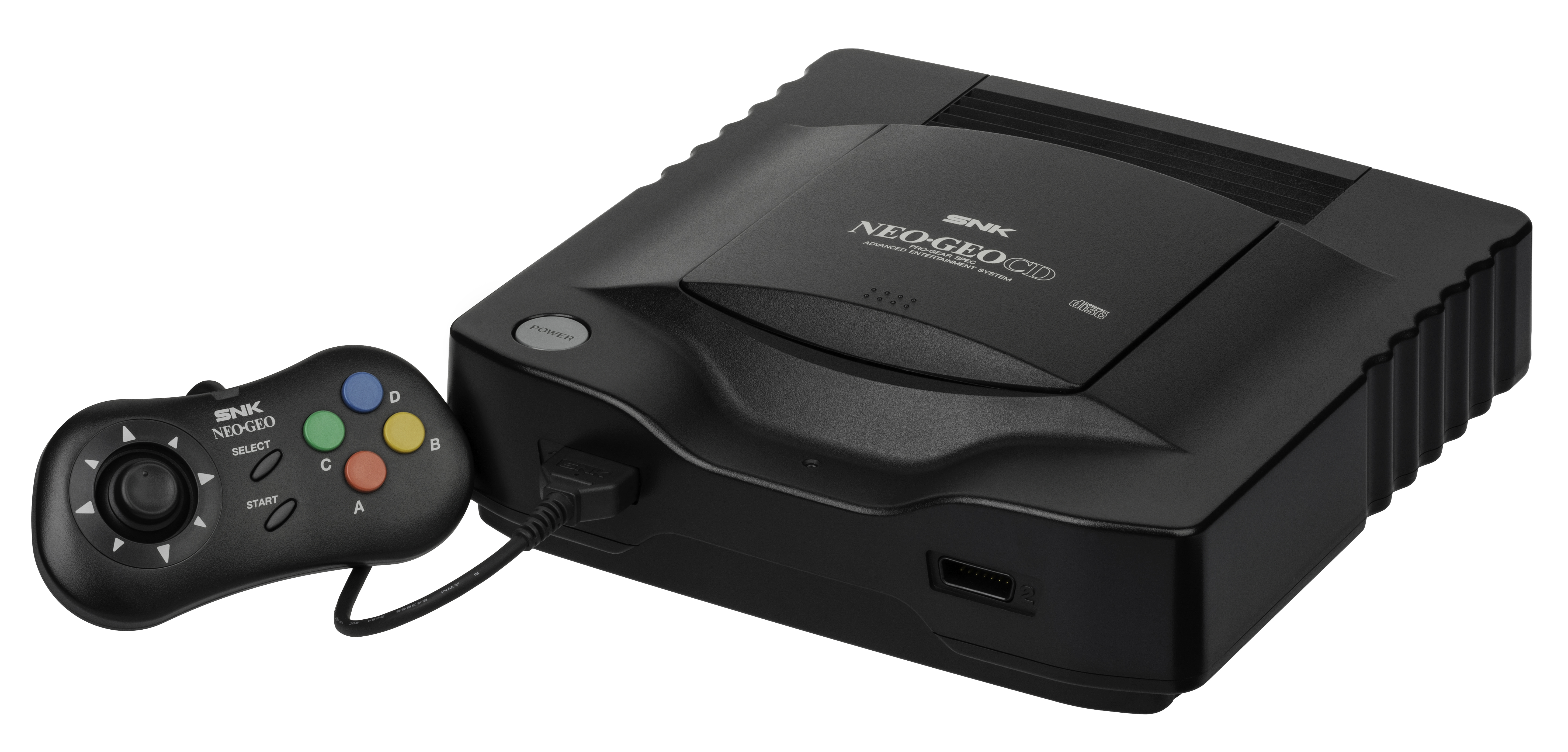
Console Neo Geo CD.

O Neo Geo CD, lançado em 1994, foi inicialmente uma atualização do AES original. Este console usa CDs em vez de cartuchos de ROM como o AES. A unidade de CD-ROM de 1x era lenta, tornando os tempos de carregamento muito longos, com o sistema carregando até 56 Mbits de dados entre cargas. Os preços dos jogos do Neo Geo CD eram baixos, em torno de US$ 50, em contraste com os cartuchos de jogos Neo Geo AES que custam até US$ 300. O sistema também pode reproduzir CDs de áudio. Nenhuma das três versões do sistema possui bloqueio de região.
O Neo Geo CD foi empacotado com uma almofada de controle em vez de um joystick como o AES. No entanto, o joystick AES original pode ser usado com todos os 3 modelos de Neo Geo CD (carregador superior, carregador frontal e CDZ, uma versão atualizada do console do CD, que só foi lançada no Japão), em vez das almofadas de controle incluídas.

### Hyper Neo Geo 64
O Hyper Neo Geo 64 é o segundo e último sistema de arcade de SNK na família Neo Geo, lançado em 1997. O Hyper Neo Geo 64 foi concebido como o debut 3D da SNK nos consoles de videogames da quinta geração. Forneceu a base de hardware para um sistema domêstico que substituiria o Neo Geo AES-um que o SNK esperava ser capaz de competir com os consoles de videogame da quinta geração. Em 1999, o Hyper Neo Geo 64 foi descontinuado, com apenas sete jogos lançados em dois anos.  

## Consoles portáteis

### Neo Geo Pocket

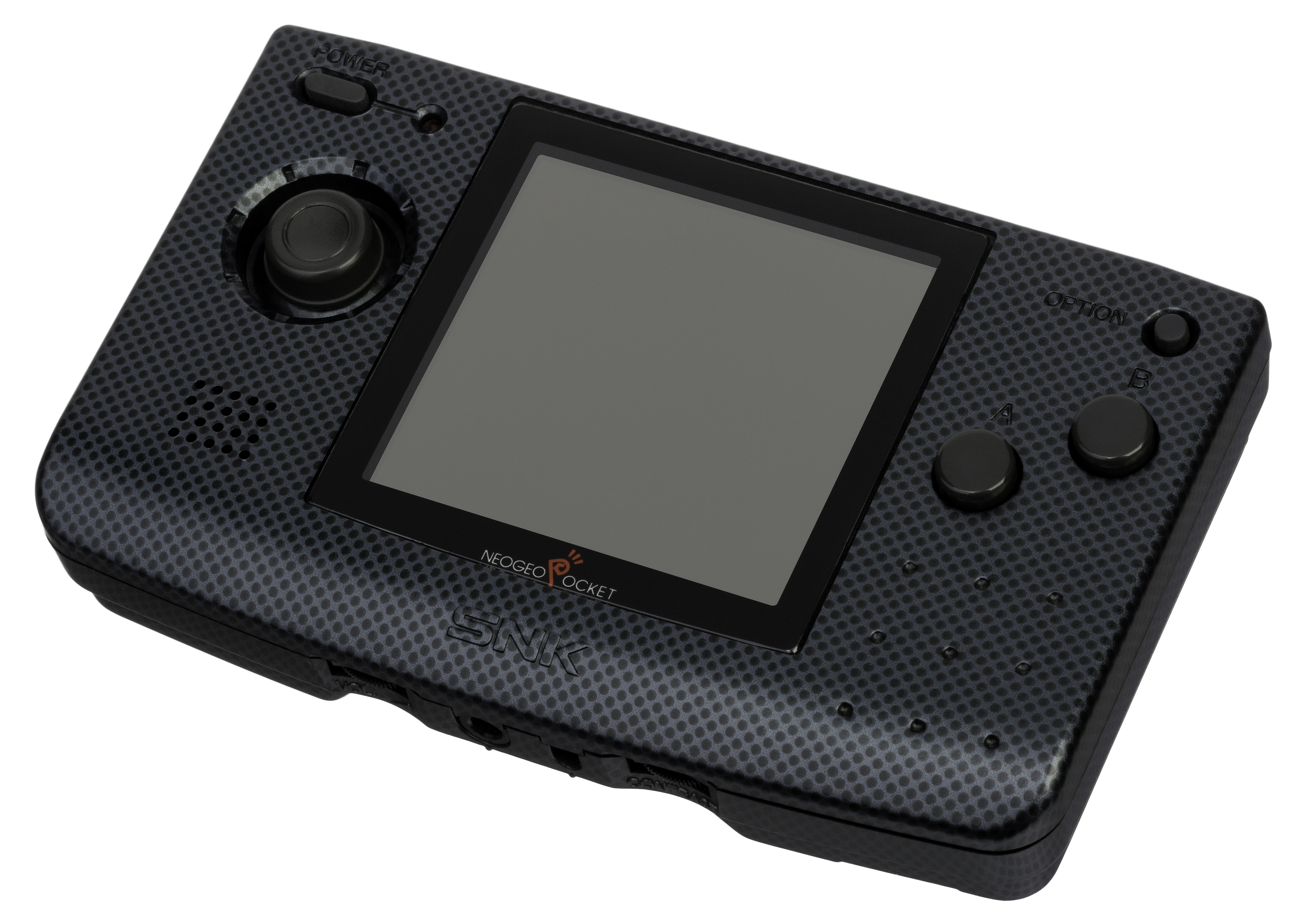
Console portátil Neo Geo Pocket.

O Neo Geo Pocket foi o primeiro computador da mão da SNK na família Neo Geo. Apresentando uma exibição monocromática, foi originalmente lançado no final de 1998, exclusivamente no mercado do Japão e Hong Kong. As vendas inferiores às esperadas resultaram em sua descontinuação em 1999, após o que foi imediatamente alcançado pelo Neo Geo Pocket Color, que tinha uma tela a cores.

### Neo Geo Pocket Color
O Neo Geo Pocket Color é a versão final do console da família Neo Geo. Desta vez, também foi lançado nos mercados norte-americanos e europeus. Cerca de 2 milhões de unidades foram vendidas em todo o mundo. O sistema foi descontinuado em 2000 na Europa e América do Norte, mas continuou a vender no Japão até 30 de outubro de 2001.

### Neo Geo X
Em dezembro de 2012, a Tommo lançou um novo computador de mão Neo Geo na América do Norte e na Europa, licenciado pela SNK Playmore. É um dispositivo portátil baseado em fonte aberta como o Dingoo, mas fechado para emular jogos Neo Geo, com 20 jogos embutidos, chamado Neo Geo X. Efetivamente em 2 de outubro de 2013, para proteger sua propriedade intelectual como "NEOGEO" e "SNK", a SNK Playmore decidiu encerrar a licença dada à Tommo e ordenou cessar imediatamente as vendas do Neo Geo X Arcade Stick. A SNK acrescentou que "medidas decisivas serão tomadas contra todos os produtos NEOGEO X não aprovados não sujeitos ao Contrato de Licença".